# Csipkés sarlósszövő
A csipkés sarlósszövő (Falcaria lacertinaria) a sarlósszárnyúfélék családjába tartozó, Eurázsiában honos lepkefaj. 

## Megjelenése
A csipkés sarlósszövő szárnyfesztávolsága 2,8-3,5 cm. Feje és tora sárga, potroha halványsárga. Elülső szárnya barnássárga, esetleg halványbarna vagy barna. Két sötét harántvonal húzódik keresztül rajta, a belső nagyjából egyenes, a külső a szárny szélénél megtörik. A harmadik, világos harántvonal a szárnyszegély mentén húzódik. A szárny közepén apró, kerek, fekete folt látható. A hátulsó szárny világos, a pereme mentén kissé sötétebb; középen itt is található apró sötét folt. A szárnyak fonákja sárgás-fehéres, a hátulsó szárnyon barna vonalkákkal. A rövid rojt az elülső szárnyon fehér-sötétbarna, a hátulsón sárgásbarna. Pihenő állapotban, összehúzott szárnyakkal száraz falevélre emlékeztet.
A sorba, zsinórszerűen lerakott peték oválisak, kissé lapítottak, felső oldalukon lapos bemélyedéssel.
Hernyója barnásvörös, a második és harmadik szelvényen rücskös kiemelkedésekkel. A báb feketével behintett vörösbarna színű, a potrohgyűrűk köze sötétszürke.

### Hasonló fajok
Hasonlíthat hozzá a nyárfa-sarlósszövő, az égerfa-sarlósszövő, a hársfa-sarlósszövő, a tölgyfa-sarlósszövő és a bükkfa-sarlósszövő.

## Elterjedése
Eurázsiában honos a Brit-szigetektől a Távol-Keletig. Európában inkább északon és középen gyakori, délen ritka és a hegyvidékekre korlátozódik. Magyarországon nem gyakori, az Északi-középhegységben, a Dunántúl erdős síkvidékein és az Alföld északkeleti részén fordul elő. A Dél-Dunántúl nedvesebb égereseiben és nyírligeteiben gyakori is lehet.

## Életmódja
A hűvösebb, nedvesebb erdőket, tisztásokat, lápréteket kedveli, ahol hernyója tápnövényeit megtalálja. Éjjel aktív, vonzza a mesterséges fény.  
Évente két nemzedéke nő fel, imágóit április közepétől június elejéig, illetve július közepétől szeptember elejéig lehet látni. Hernyója főleg a nyírfák, kisebb mértékben az égerfák leveleit rágja. Összehúzott levelek között bábozódik, bábként telel át.  
Magyarországon nem védett.

Hím
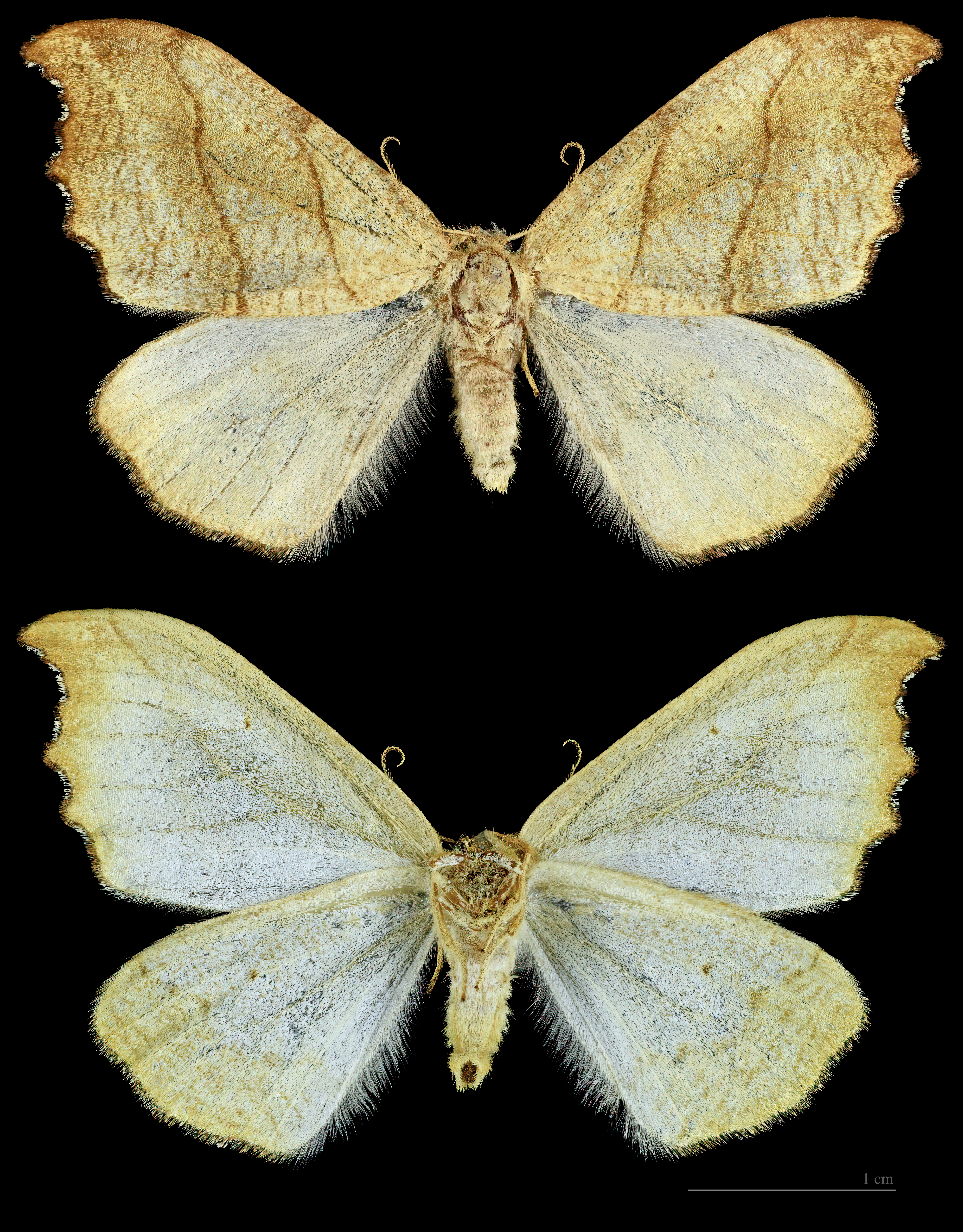
Nőstény
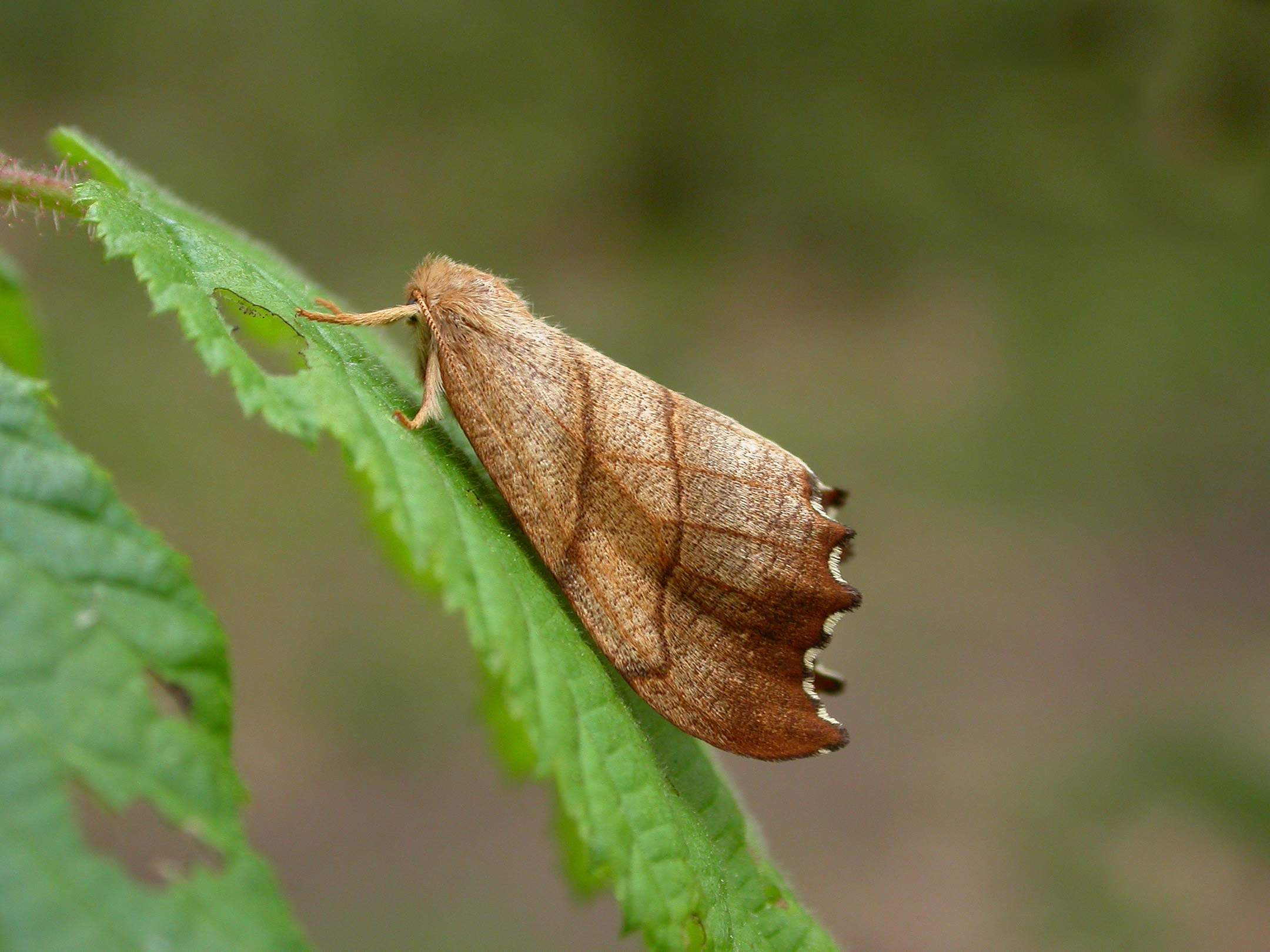
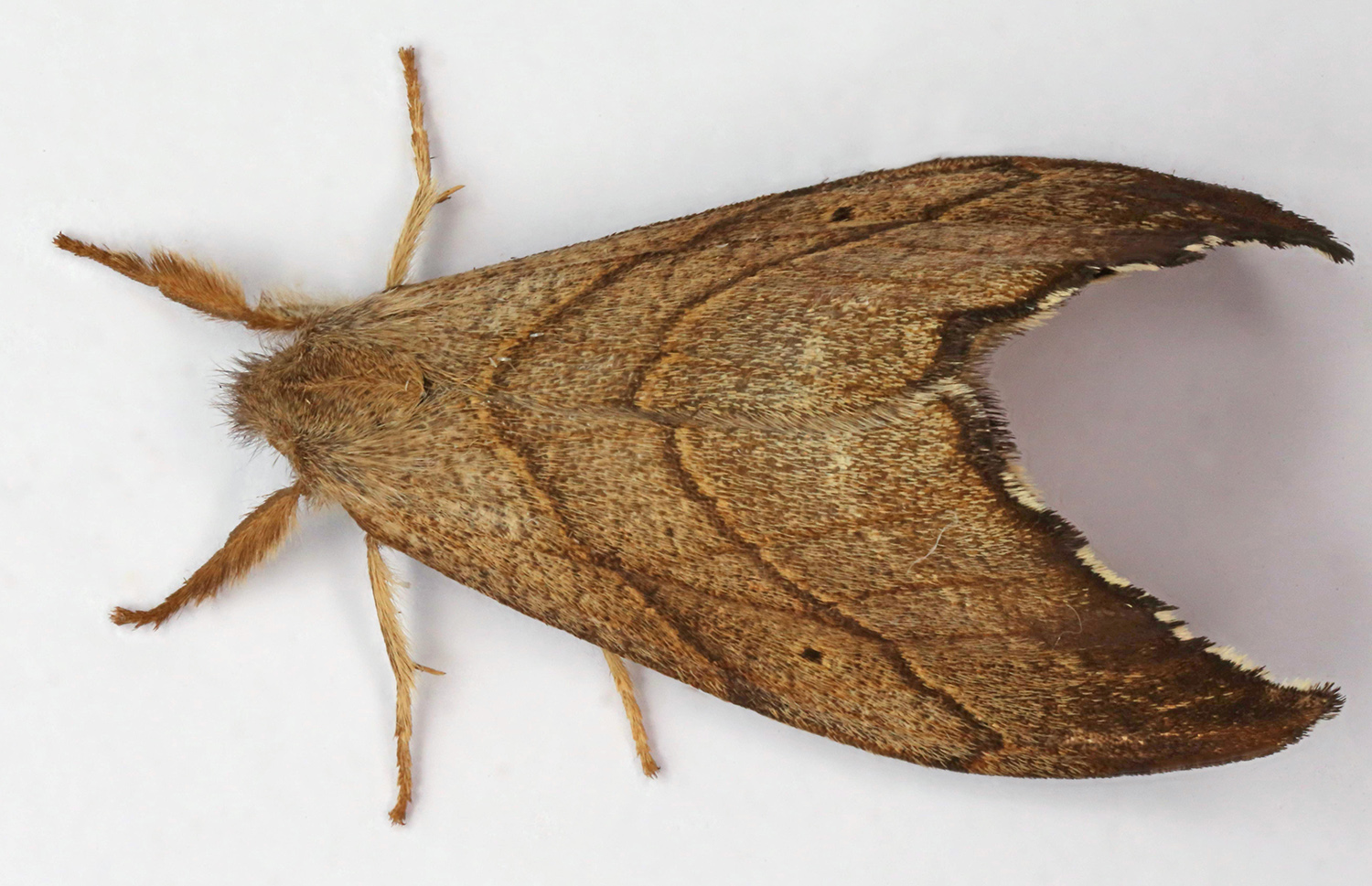
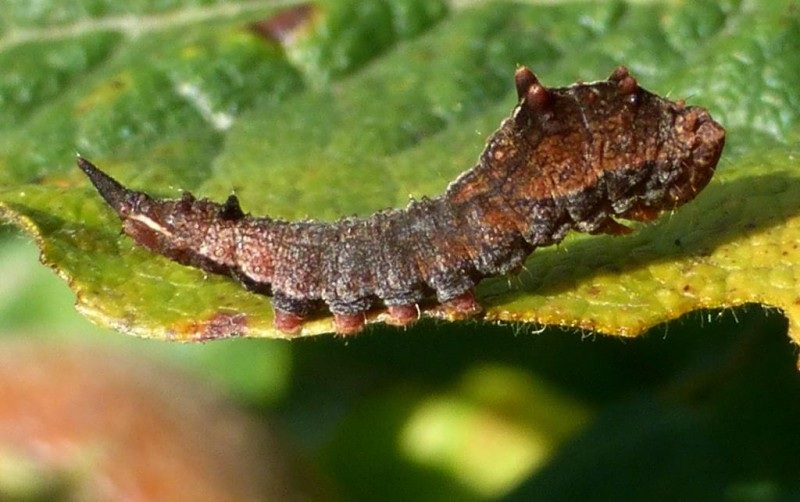